# الوزن المتوسط الفائق (فنون القتال المختلطة)
الوزن المتوسط الفائق (بالإنجليزية: Super middleweight)‏ (أو وزن الكروزر الخفيف (بالإنجليزية: Super middleweight)‏) تقع هذه الفئة الوزنية في في الفنون القتالية المختلطة بين فئتي الوزن المتوسط ووزن خفيف الثقيل. وقد وافقت عليه رابطة لجان الملاكمة [الإنجليزية] في 26 يوليو 2017. وتم تحديد الحد الأقصى عند 195 رطل (88.5 كـغ).